# Nefropatia da mezzo di contrasto
La nefropatia da mezzo di contrasto è una condizione patologica caratterizzata da danno renale acuto conseguente all'uso di mezzi di contrasto radiologici. Essa rappresenta una causa frequente di insufficienza renale acuta, nonché una possibile complicanza di molte procedure diagnostiche e interventistiche, in particolare le angioplastiche coronariche.

## Definizione
La nefropatia da mezzo di contrasto si definisce come un aumento della creatinina sierica ≥25% o ≥0.5 mg/dl rispetto ai valori precedenti dopo 48 ore dalla somministrazione del mezzo di contrasto. È inoltre necessario escludere altre possibili cause di danno renale, come ad esempio l'embolismo da colesterolo che può verificarsi durante le procedure invasive sui vasi, come le angioplastiche.

## Epidemiologia
Nella popolazione generale il rischio, in termini di incidenza, di sviluppare una nefropatia da mezzo di contrasto è del 2%.
Nei pazienti con cardiopatia ischemica, però, l'incidenza risulta superiore: uno studio pubblicato nel 2011 ha evidenziato un'incidenza di nefropatia acuta, dopo l'esposizione al mezzo di contrasto, pari al 12% nei pazienti sottoposti ad angioplastica urgente per infarto miocardico acuto di tipo STEMI, 9.2% nei pazienti con angina instabile o infarto NSTEMI e 4.5% nei pazienti sottoposti ad angioplastica di elezione (non urgente); in tutti i gruppi i pazienti avevano funzionalità renale normale o lievemente ridotta.

## Patogenesi
I mezzi di contrasto impiegati in radiologia e somministrati per via endovenosa o intra-arteriosa, attraverso il sangue raggiungono rapidamente i reni, dove possono indurre danno renale con più meccanismi diversi. Il primo effetto possibile è la vasocostrizione a livello dei vasi renali, che provoca una riduzione del flusso di sangue nell'organo con conseguente ischemia e riduzione della velocità di filtrazione glomerulare. Questi effetti sono più marcati quando si utilizzano mezzi di contrasto ad alta osmolalità. Un altro possibile meccanismo patogenetico è legato alla tossicità diretta di molti mezzi di contrasto nei confronti delle cellule tubulari, in particolare nel tubulo prossimale. Le cellule vanno incontro a vacuolizzazione e producono grandi quantità di specie reattive dell'ossigeno, andando incontro a necrosi o ad apoptosi. I mezzi di contrasto a osmolalità bassa o intermedia sono considerati complessivamente più sicuri, dal punto di vista renale, rispetto a quelli ad alta osmolalità.

## Prevenzione
Il rischio di nefropatia è strettamente legato alla dose di mezzo di contrasto somministrata. Tra le misure generali è importante la correzione dei fattori di rischio modificabili, in particolare la sospensione dei farmaci nefrotossici, come i FANS. Anche l'uso di ACE inibitori e diuretici è stato associato a un aumentato rischio di nefropatia da mezzo di contrasto.
La maggior parte degli autori sono concordi nel ritenere che un'adeguata idratazione del paziente prima della procedura sia utile nel ridurre il rischio. Tra le soluzioni per infusione utilizzate allo scopo vi sono la soluzione fisiologica e varie preparazioni contenenti bicarbonato di sodio. Quest'ultimo è utilizzato in base all'ipotesi che l'alcalinizzazione delle urine protegga il rene dai radicali liberi dell'ossigeno; tuttavia non vi sono, al momento, evidenze sperimentali della sua efficacia. Al contrario, la N-acetilcisteina, sia per somministrazione orale che per via endovenosa, si è dimostrata efficace nel prevenire il danno renale.